# Gina Crawford
Gina Claire Crawford, geborene Ferguson (* 20. November 1980 in Christchurch) ist eine ehemalige Triathletin aus Neuseeland. Sie ist mehrfache Ironman-Siegerin (2007, 2008, 2009 und 2010) und wird in der Bestenliste neuseeländischer Triathletinnen auf der Ironman-Distanz geführt.

## Werdegang
Seit 2006 ist Gina Crawford als Profi-Triathletin aktiv.
Im Cross-Triathlon konnte sie 2007 die Xterra New Zealand Championships gewinnen.

### Siegerin Ironman 2007
2007 startete sie in Neuseeland bei ihrem ersten Ironman und landete gleich bei ihrem ersten Start über die Langdistanz (3,86 km Schwimmen, 180,2 km Radfahren und 42,195 km Laufen) auf dem fünften Rang.
Im September 2010 holte sie sich mit dem Sieg in Wisconsin ihren fünften Ironman-Sieg. 2011 legte Gina Crawford nach der Geburt ihres Sohnes eine Wettkampf-Pause ein und feierte im Januar 2012 bei der Challenge Wanaka mit ihrem vierten Sieg einen erfolgreichen Wiedereinstieg.

### 3. Rang Ironman European Championship 2014
Im Juli 2014 wurde sie Dritte beim Ironman Germany in Frankfurt und beim Ironman Hawaii belegte sie im Oktober den achten Rang.
Im Mai 2016 erklärte die damals 35-Jährige ihre Zeit als Profi-Athletin für beendet. Sie ist heute als Coach tätig.

## Sportliche Erfolge
| Datum/Jahr    | Rang | Wettbewerb                      | Austragungsort        | Zeit     | Bemerkung                                                                     |
| ------------- | ---- | ------------------------------- | --------------------- | -------- | ----------------------------------------------------------------------------- |
| 29. Nov. 2015 | 4    | Ironman 70.3 Western Sydney     | Penrith City          | 04:23:22 |                                                                               |
| 23. Aug. 2015 | 1    | Ironman 70.3 Bintan             | Bintan                | 04:24:02 |                                                                               |
| 18. Jan. 2015 | 2    | Ironman 70.3 Auckland           | Auckland              | 04:23:32 |                                                                               |
| 30. Nov. 2014 | 2    | Ironman 70.3 Western Sydney     | Penrith City          | 04:19:44 |                                                                               |
| 18. Mai 2014  | 3    | Ironman 70.3 Pays d’Aix France  | Aix-en-Provence       | 04:30:30 |                                                                               |
| 15. Juni 2014 | 2    | Challenge Kraichgau             | Bad Schönborn         |          |                                                                               |
| 25. Mai 2014  | 4    | Ironman 70.3 Austria            | St. Pölten            | 04:24:06 |                                                                               |
| 15. Sep. 2013 | 1    | Ironman 70.3 Sunshine Coast     | Sunshine Coast        | 04:23:18 | Siegerin bei der Erstaustragung in Queensland                                 |
| 2. Sep. 2012  | 1    | Challenge Walchsee-Kaiserwinkl  | Walchsee              | 04:20:08 |                                                                               |
| 26. Aug. 2012 | 1    | Ironman 70.3 Zell am See-Kaprun | Zell am See           | 04:13:24 |                                                                               |
| 18. Aug. 2012 | 1    | Ironman 70.3 Yeppon             | Yeppoon               | 04:23:06 |                                                                               |
| 10. Juni 2012 | 6    | Challenge Kraichgau             | Bad Schönborn         | 04:25:17 | Europameisterschaft Mitteldistanz                                             |
| 3. Juni 2012  | 3    | Ironman 70.3 Switzerland        | Rapperswil-Jona       | 04:19:53 |                                                                               |
| 20. Mai 2012  | 7    | Ironman 70.3 Austria            | St. Pölten            | 04:30:37 |                                                                               |
| 4. Dez. 2011  | 2    | Tinman Triathlon                | Honolulu              | 02:12:28 |                                                                               |
| 7. Juni 2009  | 3    | Challenge France                | Niederbronn-les-Bains | 04:34:41 | über die Mitteldistanz (1,9 km Schwimmen, 90 km Radfahren und 21,1 km Laufen) |
| 24. Mai 2009  | 6    | Ironman 70.3 Austria            | St. Pölten            |          |                                                                               |
| 8. Sep. 2008  | 2    | Ironman 70.3 Singapore          | Singapur              | 04:29:46 |                                                                               |

| Datum/Jahr    | Rang | Wettbewerb                                      | Austragungsort   | Zeit     | Bemerkung                                                                                         |
| ------------- | ---- | ----------------------------------------------- | ---------------- | -------- | ------------------------------------------------------------------------------------------------- |
| 12. Juli 2015 | 4    | Challenge Roth                                  | Roth             | 09:04:45 |                                                                                                   |
| 7. März 2015  | 2    | Ironman New Zealand                             | Taupō            | 09:26:11 |                                                                                                   |
| 22. Feb. 2015 | 1    | Challenge Wanaka                                | Wanaka           | 09:31:25 | sechster Sieg in Wanaka                                                                           |
| 11. Okt. 2014 | 8    | Ironman Hawaii                                  | Hawaii           | 09:19:21 | Ironman World Championship                                                                        |
| 24. Aug. 2014 | 1    | MetaMan                                         | Bintan           | 09:17:15 |                                                                                                   |
| 6. Juli 2014  | 3    | Ironman Germany                                 | Frankfurt        | 08:58:06 |                                                                                                   |
| 1. März 2014  | 2    | Ironman New Zealand                             | Taupō            | 09:15:53 |                                                                                                   |
| 12. Okt. 2013 | 9    | Ironman Hawaii                                  | Hawaii           | 09:14:47 |                                                                                                   |
| 9. Juni 2013  | 2    | Ironman Cairns                                  | Cairns           |          |                                                                                                   |
| 2. März 2013  | 2    | Ironman New Zealand                             | Taupō            | 09:20:54 |                                                                                                   |
| 19. Jan. 2013 | 1    | Challenge Wanaka                                | Wanaka           | 09:24:31 | [ 4 ]                                                                                             |
| 13. Okt. 2012 | 7    | Ironman Hawaii                                  | Hawaii           | 09:28:54 |                                                                                                   |
| 16. Sep. 2012 | 1    | Challenge Henley-on-Thames                      | Henley-on-Thames | 09:08:05 | Siegerin auf der Langdistanz                                                                      |
| 8. Juli 2012  | 4    | Challenge Roth                                  | Roth             | 08:59:35 | ETU-Europameisterschaft auf der Langdistanz                                                       |
| 24. Juni 2012 | 2    | Ironman France                                  | Nizza            | 09:26:25 |                                                                                                   |
| 4. März 2012  | 5    | Ironman New Zealand                             | Taupō            | 04:32:45 | Witterungsbedingt mussten die Wettkampfdistanzen halbiert werden                                  |
| 21. Feb. 2012 | 1    | Challenge Wanaka                                | Wanaka           | 09:44:06 | neunter Sieg auf der Langdistanz                                                                  |
| 12. Sep. 2010 | 1    | Ironman Wisconsin                               | Madison          | 09:27:26 | Sieg mit neuem Streckenrekord                                                                     |
| 1. Mai 2010   | 4    | Ironman St. George                              | St. George       | 10:11:51 |                                                                                                   |
| 6. März 2010  | 2    | Ironman New Zealand                             | Taupō            | 09:28:26 | zweiter Rang hinter Joanna Lawn                                                                   |
| 16. Jan. 2010 | 1    | Challenge Wanaka                                | Wanaka           | 09:28:56 | Siegerin mit nur 29 Sekunden hinter der Streckenrekordzeit aus dem Vorjahr                        |
| 5. Dez. 2009  | 1    | Ironman Western Australia                       | Busselton        | 09:16:52 | Crawford konnte ihren Sieg aus dem Vorjahr verteidigen.                                           |
| 14. Juni 2009 | 2    | ITU Long Distance Triathlon Asian Championships | Gangweon         | 05:07:25 | 3 km Schwimmen, 80 km Radfahren und 20 km Laufen                                                  |
| 7. März 2009  | 1    | Ironman New Zealand                             | Taupō            | 09:18:26 |                                                                                                   |
| 17. Jan. 2009 | 1    | Challenge Wanaka                                | Wanaka           | 09:28:22 | Gina Ferguson konnte ihren eigenen Streckenrekord in Neuseeland um rund fünf Minuten unterbieten. |
| 7. Dez. 2008  | 1    | Ironman Western Australia                       | Busselton        | 08:59:24 | Ferguson erreichte an der australischen Westküste einen neuen Streckenrekord.                     |
| 11. Okt. 2008 | 8    | Ironman Hawaii                                  | Hawaii           | 09:36:53 |                                                                                                   |
| 13. Juli 2008 | 3    | Challenge Roth                                  | Roth             | 08:57:18 |                                                                                                   |
| 9. Sep. 2007  | 1    | Ironman Wisconsin                               | Madison          | 09:37:03 |                                                                                                   |
| 1. März 2008  | 5    | Ironman New Zealand                             | Taupō            | 09:33:29 |                                                                                                   |
| 19. Jan. 2008 | 1    | Challenge Wanaka                                | Wanaka           | 09:33:46 | auf der Südinsel Neuseelands                                                                      |
| 1. Dez. 2007  | 2    | Ironman Western Australia                       | Busselton        | 09:08:23 | zweiter Rang hinter Charlotte Paul                                                                |
| 3. März 2007  | 5    | Ironman New Zealand                             | Taupō            |          | erster Start über die Langdistanz                                                                 |

| Datum/Jahr    | Rang | Wettbewerb                       | Austragungsort | Zeit | Bemerkung |
| ------------- | ---- | -------------------------------- | -------------- | ---- | --------- |
| 15. Apr. 2007 | 1    | Xterra New Zealand Championships | Rotorua        |      |           |